# Morfolin
| Morfolin |

|  |  |

A morfolin egy szerves heterociklusos vegyület, amelyben amino és éter funkciós csoport is található. Az aminocsoport jelenléte miatt a morfolin bázis, konjugált sava a morfolinium. Például a morfolin sósavval való közömbösítésének terméke a morfolinium-klorid.

## Előállítása
A morfolint a dietanolamin kénsavval végzett, vízkilépéssel járó reakciójával állítják elő.

## Felhasználása

### Ipari célú felhasználása
A morfolin gyakori adalékanyag, kis koncentrációban pH beállítására használják fosszilis üzemanyagokban és atomerőművek gőzrendszereiben, mivel illékonysága közel azonos a vízével, így a vízhez adva koncentrációja megegyezik mind a folyadék-, mind a gőzfázisban. A pH szabályzó tulajdonságát kihasználva korrózióvédelem biztosítására alkalmazzák különböző gőzrendszerekben, gyakran kis koncentrációban jelen levő hidrazinnal és ammóniával együtt. A morfolin meglehetősen lassan bomlik oxigén jelenlétében, még nagy nyomáson és hőmérsékleten is, ami lehetővé teszi gőzrendszerekben való alkalmazhatóságát.

### Szerves szintézis
A morfolin hasonlóan viselkedik a legtöbb szerves szintézisben, mint más másodlagos amin, bár az étercsoportban jelenlevő oxigén elektronakceptor hatású, emiatt kevésbé nukleofil (és kevésbé bázikus), mint a szerkezetileg hasonló piperidin. Emiatt stabil klóramint képez.
Leggyakrabban enaminok képzésére használják.
A morfolint széleskörűen alkalmazzák szerves szintézisekben. A linezolid antibiotikum és a rákellenes gefinitib (Iressa) kiindulási anyaga. Emellett alacsony ára és polárissága miatt gyakran használják oldószerként is.

### Mezőgazdaság
A morfolint kémiai emulgeálószerként alkalmazzák a gyümölcsök viaszolásakor. A gyümölcsök rendelkeznek természetes viaszréteggel, amely rovar- és gombafertőzés elleni védelemként szolgál, de ez a feldolgozás közben, a tisztítás során elvész. Ezt egy nagyon kis mennyiségű új, mesterséges viasszal pótolják. A morfolint a sellak (viaszként alkalmazzák gyümölcsök borítására) eloszlatásának és emulgeálásának megkönnyítése miatt használják.
A morfolinszármazékokat emellett mezőgazdasági fungicidként alkalmazzák gabonaféléknél, az ergoszterin-bioszintézist gátló hatásuk miatt.
- Fenpropimorph
- Tridemorph

## Fordítás
Ez a szócikk részben vagy egészben  a   Morpholine című angol Wikipédia-szócikk fordításán alapul.  Az eredeti cikk szerkesztőit annak laptörténete sorolja fel. Ez a jelzés csupán a megfogalmazás eredetét és a szerzői jogokat jelzi, nem szolgál a cikkben szereplő információk forrásmegjelöléseként.